# Ернест Гемінґвей
Ерне́ст Ге́мінґвей, також Хемінгуе́й (англ. Ernest Miller Hemingway, МФА: [ˈɜrnɪst ˈmɪɫəʳ ˈhɛmɪŋweɪ]; 21 липня 1899 — 2 липня 1961) — американський письменник і журналіст, лауреат Нобелівської премії з літератури 1954 року, лауреат Пулітцерівської премії 1953 року. Здобув широку популярність завдяки своїм романам та оповіданням, а також завдяки активному та наповненому пригодами життю. Його лаконічний і насичений стиль оповіді відіграв значну роль у літературі XX століття. У 1993 році на його честь названо малу планету 3656 Гемінґвей. За своє життя написав та опублікував 7 романів, 6 збірників оповідань та 2 документальні роботи. Додаткові роботи, до яких належать 3 романи, 4 збірки оповідань, 3 документальні праці, опубліковано посмертно. Багато з його праць вважаються класикою американської літератури.

## Біографія

### Дитинство

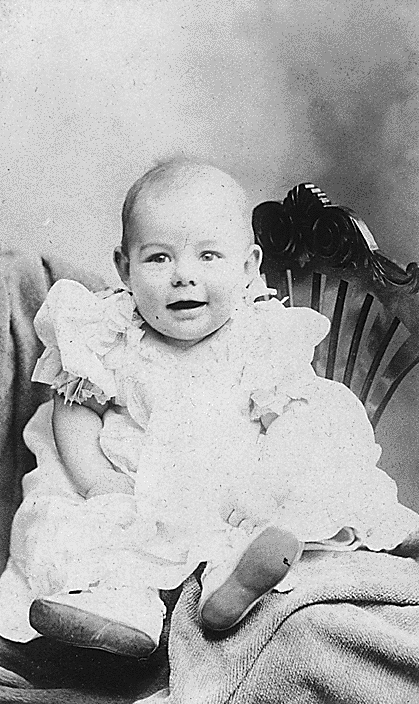
Ернест в дитинстві

Ернест Гемінґвей народився 21 липня 1899 в Оук-Парку, що у передмісті Чикаго, штат Іллінойс, США. Майбутній письменник ріс у культурній, забезпеченій родині, і батьки, кожен по-своєму, намагалися спрямувати його інтереси. Його батько, Кларенс Гемінґвей працював дерматологом, а його мати, Грейс Голл була оперною співачкою, вчителькою музики і художницею. Ернест був другою дитиною в сім'ї (першою була донька Марселіна, яка народилася 1898 року). Його назвали на честь діда Ернеста, маминого батька. Проте, власне ім'я Гемінґвею не подобалося, і він пов'язував його з наївним, навіть дурнуватим, героєм комедійної п'єси Оскара Вайлда «Як важливо бути серйозним».
Мати Гемінґвея часто давала концерти у містечку Оук-Парк та навколишніх селах. Майбутнє сина вона теж пов'язувала з музикою і тому змушувала його співати у церковному хорі та грати на віолончелі. Малий Ернест зовсім не хотів музикувати чи співати, але його супротив було придушено, і він щодня мусив відвідувати уроки музики. Вже дорослим Гемінґвей часто стверджував, що ненавидить свою матір, хоча біограф Майкл Рейнольдс відзначав, що Гемінґвей з матір'ю були дуже схожими характером. Пізніше Гемінґвей відзначав, що уроки музики були корисними для його творчості.
Сім'я Гемінґвеїв, крім зимового будинку в Оук-Парку, мала ще й котедж «Віндемер» на озері Валлун. Кожного літа Ернест з батьками, братами й сестрами вирушав у ці тихі місця. Для хлопчика поїздки у «Віндемер» означали повну свободу. Його ніхто не змушував грати на віолончелі, і він міг робити улюблені речі — сидіти на березі з вудкою, блукати лісом, гратися з дітьми з індіанського селища. У 1911 році, коли Ернесту виповнилося 12 років, дідусь Гемінґвей подарував йому однозарядну рушницю 20-го калібру. Цей подарунок зміцнив дружбу діда і онука. Хлопчик обожнював слухати розповіді дідуся і на все життя зберіг про нього добрі спогади, часто переносячи їх у свої твори в майбутньому.

### Перша світова війна

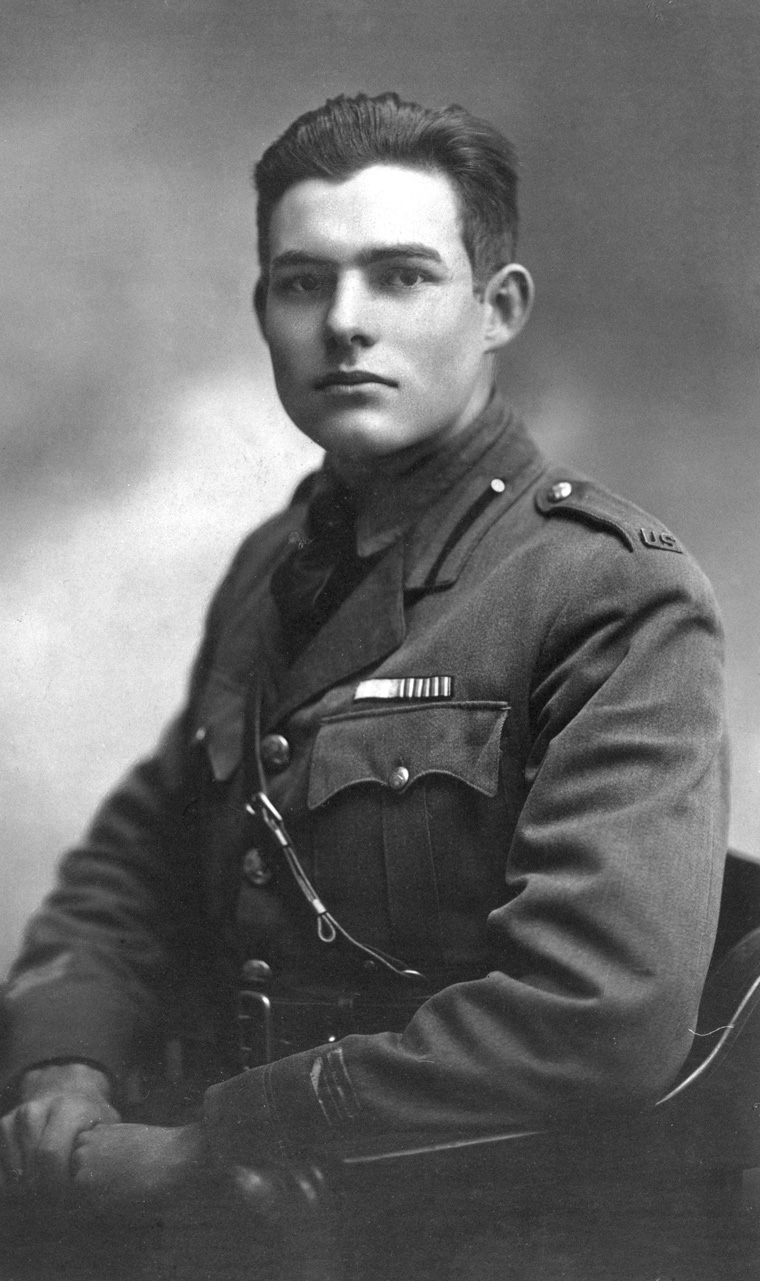
Ернест Гемінґвей, 1918 рік

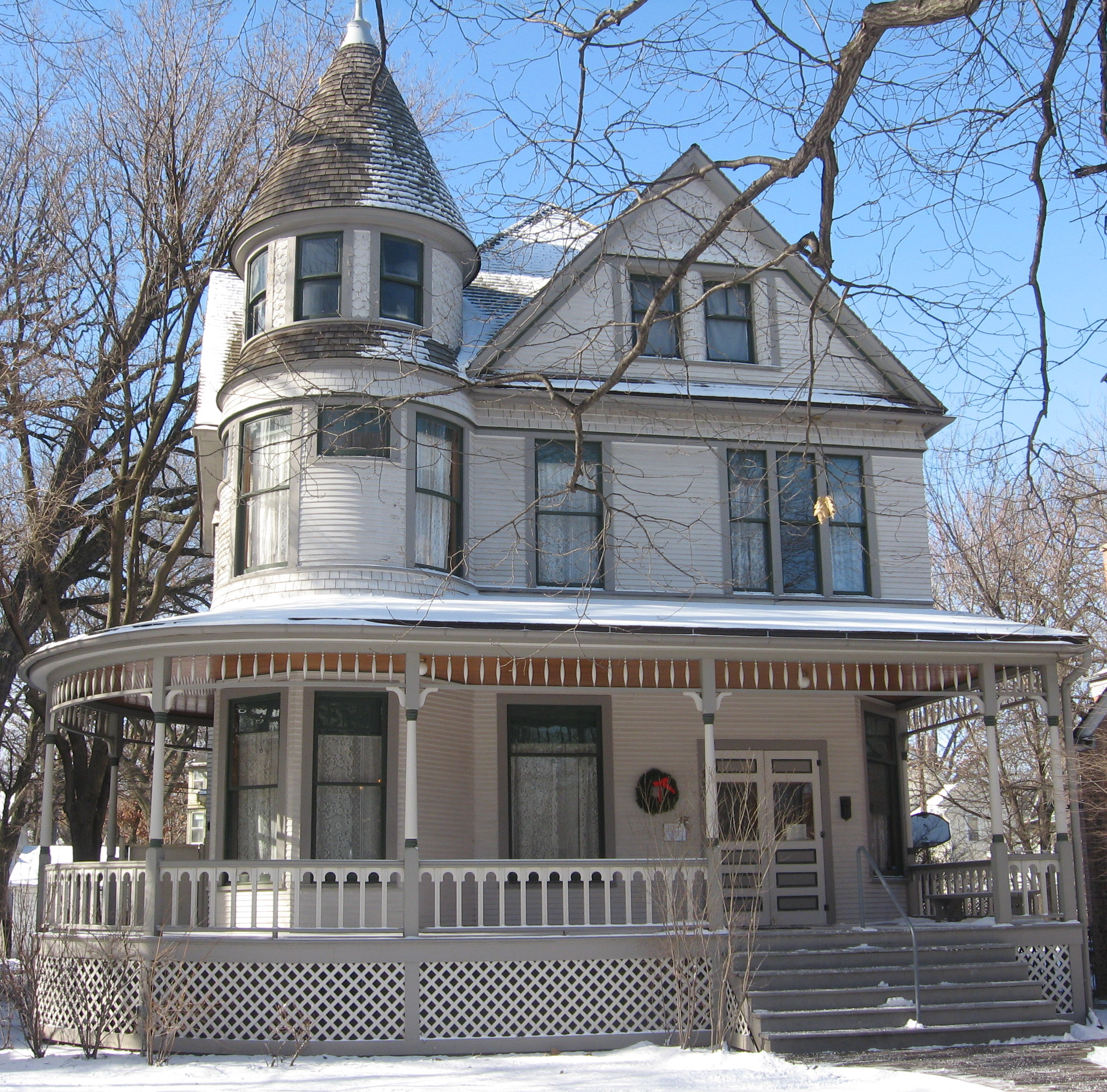
Будинок Гемінґвеїв в Оук-Парку

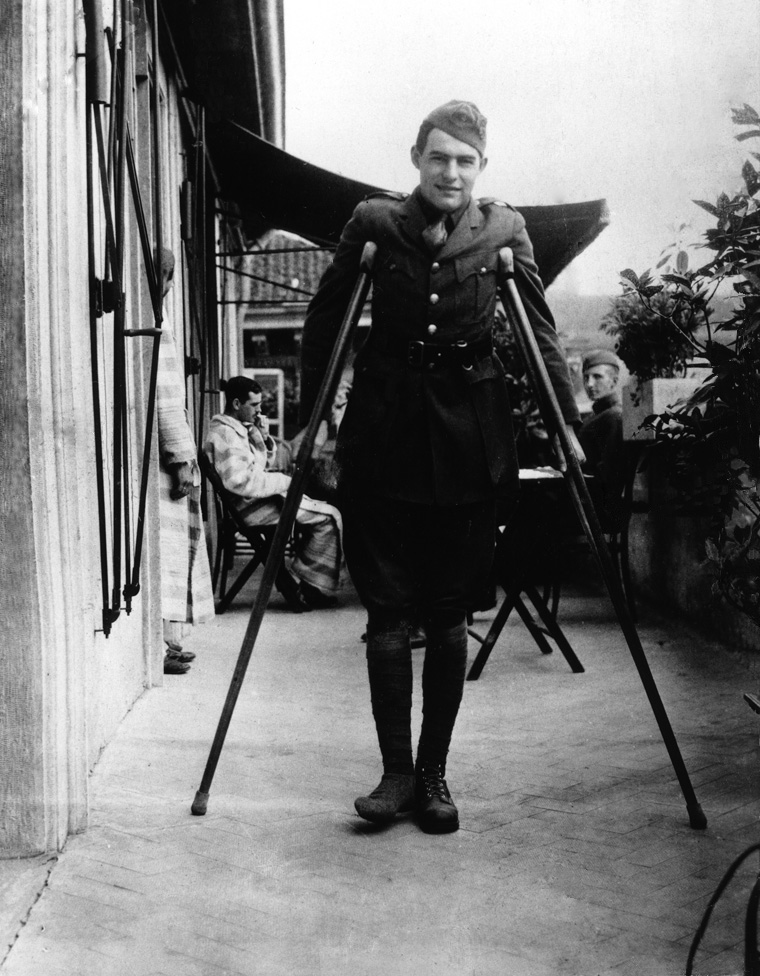
Ернест Гемінґвей після поранення

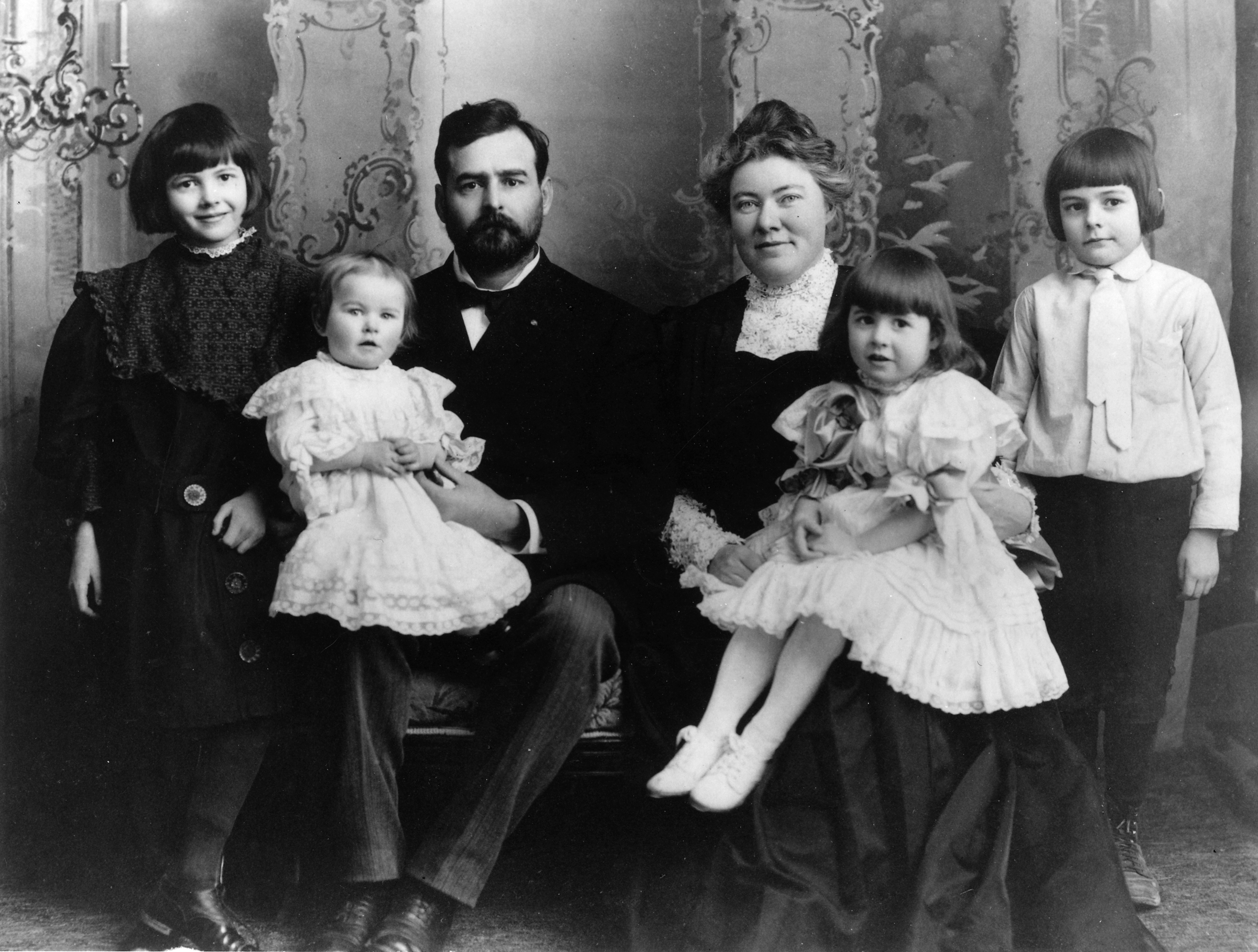
Сім'я та Гемінґвей у 1905 році

Коли Гемінґвею виповнилось 18 років, США вже вступили у Першу світову війну, і він вирішив піти добровольцем до війська. Проте йому довгий час відмовляли через поганий зір. Проте він все-таки зумів потрапити на Італійський фронт Першої світової війни, записавшись шофером-добровольцем Червоного Хреста. У перший же день його перебування в Мілані Ернеста Гемінґвея та інших новобранців прямо з поїзда послали розчищати територію підірваного заводу боєприпасів. Через кілька років він описав свої враження від першого зіткнення з війною у своїй книзі «Прощавай, зброє». Наступного дня молодого Гемінґвея відправили як водія санітарної машини на фронт у загін, який дислокувався в містечку Скіо. Однак майже весь час тут проходив у розвагах: відвідування салунів, грі в карти та бейсбол.
Гемінґвеєві набридло таке життя, і він домігся переведення на річку П'яве, де став займатися обслуговуванням армійських крамниць. А незабаром він опинився на передовій, зголосившись підвозити продукти солдатам просто в окопи.

У ніч на 9 липня 1918 року Гемінґвей, рятуючи пораненого італійського снайпера, потрапив під вогонь австрійських кулеметів і мінометів, був тяжко поранений під Фоссальта-ді-П'яве. Незважаючи на свої ушкодження, він залишився допомагати пораненим солдатам. Ось що 18-річний Гемінґвей сказав про цей інцидент: 
|  | «Коли ти йдеш на війну хлопчаком, маєш величезну ілюзію безсмертя. Вбивають інших; не тебе… Але потім, коли тебе серйозно ранять уперше, ти втрачаєш цю ілюзію і знаєш, що це може статися і з тобою.» |

У шпиталі з нього витягли 28 осколків, при цьому на тілі Ернеста було більше двохсот ран. Незабаром його перевезли до Мілана, де прострілений колінний суглоб лікарі замінили алюмінієвим протезом. У військовому шпиталі Ернест закохався у медсестру Агнес фон Куровські, яка не відповіла йому взаємністю. Біограф Джефрі Мейерс у своїй книжці «Гемінґвей: Біографія» (англ. Hemingway: A Biography) стверджував, що ця відмова сильно вплинула на нього, і в подальших стосунках він кидав жінок, перш ніж вони кидали його. Цих найяскравіших спогадів юності Гемінґвей ніколи не забував.
21 січня 1919 року Гемінґвей повернувся у США. Про нього писали всі центральні газети як про першого американця, пораненого на італійському фронті. Король Італії нагородив Гемінґвея срібною медаллю «За військову звитягу» і «Військовим хрестом».

### Літературна діяльність
Літературне покликання Гемінґвея виявилося ще в шкільні роки. Після випуску із середнього навчального закладу він вирішив не вступати до університету, а переїхав до Канзасу, де влаштувався працювати у місцевій газеті «Star».
Після війни Ернест почав працювати журналістом у Чикаго й повернувся до своїх літературних експериментів. Тоді ж він перший раз (із чотирьох) одружився.
У Парижі, куди його відрядила газета Toronto Star, Гемінґвей познайомився з такими літературними корифеями як Ф. С. Фітцджеральд, Ґертруда Стайн і Езра Паунд, що оцінили праці юнака. У Парижі в 20-ті роки Ернест Гемінґвей бачився з Джойсом. Гемінґвей описав ці події в своїх мемуарах «Свято, яке завжди з тобою» (англ. A Moveable Feast).
Вже у 1925 році опублікували книгу Гемінґвея — «У наш час» («англ. In Our Times»). Перший по-справжньому письменницький успіх прийшов до Гемінґвея у 1926 році після виходу в світ «І сонце сходить» або «Фієста» («англ. The Sun Also Rises»), песимістичного, але водночас блискучого роману про «втрачене покоління» французьких та іспанських репатріантів 1920-х років. Післявоєнні роки Гемінґвей повністю присвятив літературі.

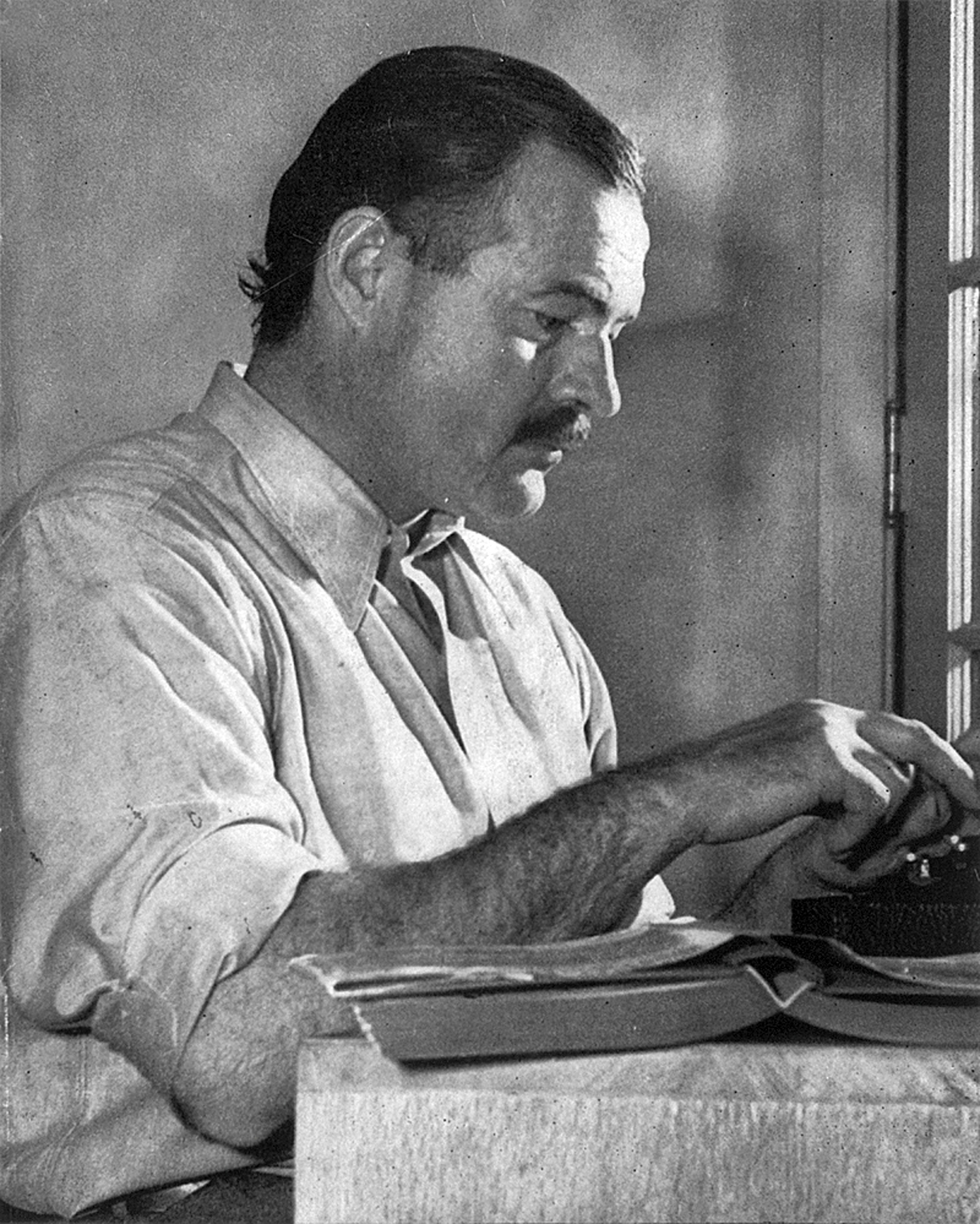
Ернест Гемінґвей працює, 1939 рік

Основним його місцем проживання був Париж, одначе він дуже багато подорожував, бо захоплювався гірськими лижами, полюванням і рибальством. 1927 року вийшов збірник оповідань «Чоловіки без жінок» («англ. Men Without Women»), а 1933 року — «Переможцю не дістається нічого» («англ. Winner Takes Nothing»), які остаточно затвердили Гемінґвея в очах читачів як виняткового автора коротких оповідань. До найвідоміших з них належать «Вбивці», «Коротке щасливе життя Френсіса Макомбера» і «Сніги Кіліманджаро». Йому ж приписують і авторство чи ненайкоротшого оповідання («For sale: baby shoes, never worn»), що започаткувало собою такий різновид короткого прозового твору, як шестислівне оповідання (англ. six-word story). А також введення до літератури поняття «принцип айсберга». І все ж більшість читачів запам'ятала Гемінґвея за його роман «Прощавай, зброє» («англ. A Farewell To Arms»), 1929 — оповідь про історію нещасливого кохання, що розвивалося на тлі баталій Першої світової війни.
Любов Гемінґвея до Іспанії та кориди відбилася у романі «Смерть після полудня» («англ. Death In The Afternoon»), 1932, а враження письменника від Танганьїки зафіксовано в оповіданні «Зелені пагорби Африки» («англ. The Green Hills Of Africa»), 1935. Роки Великої депресії описано в романі «Маєш і не маєш» («англ. To Have And Have Not», 1937). Гемінґвей дуже переймався Громадянською війною в Іспанії середини 1930-х років. Він навіть організував збір пожертв на користь республіканців, що воювали проти генерала Франко. Враження від війни знайшли відбиток в іншому відомому романі — «По кому подзвін» («англ. For Whom The Bell Tolls»), 1940. Цей роман багато критиків уважають за найкращу роботу письменника. Річ у тім, що військова тема була однією з найулюбленіших у творчості Гемінґвея. З початком Другої світової війни він відновив свою журналістську діяльність, переїхавши до Лондона. Гемінґвей завжди опинявся в найгарячіших точках та був свідком подій, які згодом стали хрестоматійним матеріалом. Тому його записи мають не лише літературну, але й історичну цінність.
Після війни письменник переїхав на Кубу, де відновив літературну діяльність. Він продовжував подорожувати і 1953 року десь в Африці потрапив у серйозну авіакатастрофу. Того ж року Ернест Гемінґвей отримав Пулітцерівську премію за повість «Старий і море» («The Old Man and The Sea», 1952). Цей твір вплинув також на присудження Гемінґвею Нобелівської премії з літератури за 1954 рік.
1959 року Фідель Кастро прийшов до влади на Кубі. 1960 року письменник повернувся до США, Айдахо. Останні роки життя Гемінґвей страждав на тяжку депресію і розлади психіки на тлі цирозу печінки. У 1960 році він лікувався в клініці Майо в Рочестері (штат Міннесота) з діагнозом депресії і серйозного розумового розладу. Після повернення з лікарні Гемінґвей вкоротив собі віку, вистріливши собі в лоба з мисливської рушниці, яку подарував йому його дідусь. Це відбулося 2 липня 1961 року у його власному будинку в Кетчумі, штат Айдахо, США.

## Родина

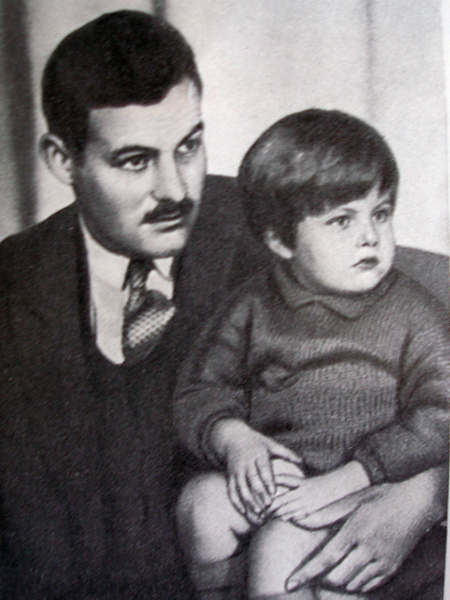
Гемінґвей з сином «Бамбі», 1926 рік

- Перша дружина — Елізабет Гедлі Річардсон (1891—1979)[12][13].
  - Син — Джон Гедлі Никанор Гемінґвей («Бамбі») (1923—2000).
    - Онучки:
      - Марго (1954—1996)
      - Маріель (нар. 1961)[14]
- Друга дружина — Паулина Пфайфер (1895—1951).
  - Сини:
    - Патрік (нар. 1928),
    - Грегорі (1931—2001).
      - Онук:
        - Шон Гемінґвей (нар. 1967).
- Третя дружина — Марта Ґеллгорн (1908—1998).
- Четверта дружина — Мері Велш (1908—1986).

## Вшанування пам'яті
Вулиця Ернеста Гемінгвея існує у містах Бостон, Париж, Піттсбург, Мадрид.
У місті Первомайськ Миколаївської області вулицю Ернста Кренкеля перейменували на вулицю Ернеста Гемінгвея.

## Вибрані твори
- Індіанський табір (англ. «Indian Camp») (1926)
- Фієста. І сонце сходить (англ. «Fiesta. The Sun Also Rises») (1926)[16]
- Прощавай, зброє (англ. «A Farewell to Arms») (1929)
- Коротке щасливе життя Френсіса Макомбера (англ. «The Short Happy Life of Francis Macomber») (1935)
- По кому подзвін (англ. «For Whom the Bell Tolls») (1940)[17]
- Старий і море (англ. «The Old Man and the Sea») (1951)
- Свято, яке завжди з тобою (англ. «A Moveable Feast») (1964, видано посмертно)
- Світанкова правда (англ. «True at First Light») (1999, незавершений, значною мірою автобіографічний роман, видано посмертно)[18]

## Видання творів українською мовою
- Сніги Кіліманджаро та інші новели. Переклав з англійської Володимир Митрофанов. — Київ, Дніпро, 1968. Тираж 115 000.
- Ернест Гемінґвей. Твори в 4 томах. [Архівовано 17 березня 2013 у Wayback Machine.] Перекладачі: Володимир Митрофанов, Петро Соколовський, Мар Пінчевський, Сергій Сингаївський, Оксана Тараненко, Іван Лещенко, Леся Маланчук, Микола Сизоненко, Оксана Дяченко, Кіра Сухенко, Нінель Тарасенко, Юрій Покальчук, Людмила Гончар, Ольга Ночева, Соломія Павличко, Віктор Ружицький. — К.: Дніпро, 1979—1981.
- Фієста. — Київ, Вища школа, 1985.
- По кому подзвін. — Київ, Вища школа, 1985.
- Хемінгуей Ернест. Марево. З передмовою Патріка Хемінгуея. // Всесвіт. Переклав Іван Яндола. — 2004. — № 1–2 і № 3–4.[19]

На початку 2017 року після переговорів, що тривали понад рік, правовласники творів Ернеста Гемінґвея — Hemingway Foreign Rights Trust — погодилися надати право публікувати їх «Видавництву Старого Лева» і воно, вперше з часів Незалежності України, видало їх у перекладах провідних сучасних українських перекладачів.
- Старий і море / Ернест Гемінґвей ; пер.з англ. Володимира Митрофанова; малюнки Слави Шульц. — Львів: Видавництво Старого Лева, 2017. — 104 с. — ISBN 978-617-679-391-5.
- Фієста. І сонце сходить / Ернест Гемінґвей ; пер.з англ. Віктора Морозова. — Львів : Видавництво Старого Лева, 2017. — 288 с.  — ISBN 978-617-679-390-8.
- Чоловіки без жінок та інші оповідання / Ернест Гемінґвей ; пер.з англ. Ганни Лелів. — Львів : Видавництво Старого Лева, 2017. — 232 с. — ISBN 978-617-679-444-8.
- По кому подзвін / Ернест Гемінґвей; пер.з англ. Андрій Савенець. — Львів : Видавництво Старого Лева, 2018. — 608 с. — ISBN 978-617-679-509-4.
- Прощавай, зброє / Гемінґвей ; пер.з англ. Віктора Морозова ; іл. Творчої майстерні «Аґрафка». — Львів : Видавництво Старого Лева, 2018. — 424 с. — ISBN 978-617-679-525-4.
- Переможцю не дістається нічого / Ернест Гемінґвей ; пер.з англ. Ганни Лелів. — Львів : Видавництво Старого Лева, 2018. — 152 с. — ISBN 978-617-679-525-4.
- Мати і не мати / Ернест Гемінґвей ; пер.з англ. Віктора Морозова. — Львів : Видавництво Старого Лева, 2019. — 224 с. — ISBN 978-617-679-724-1.
- Острови поміж течій / Ернест Гемінґвей ; пер.з англ. Анни Вовченко. — Львів : Видавництво Старого Лева, 2020. — 512 с. — ISBN 978-617-679-746-3.
- Свято, яке завжди з тобою [Архівовано 14 квітня 2021 у Wayback Machine.] / Ернест Гемінґвей ; пер.з англ. Ганни Яновської. — Львів : Видавництво Старого Лева, 2021. — 176 с. — ISBN 978-617-679-782-1.
- Сніги Кіліманджаро [Архівовано 28 липня 2021 у Wayback Machine.] / Ернест Гемінґвей ; пер.з англ. Катерини Міхаліциної. — Львів : Видавництво Старого Лева, 2021. — 224 с. — ISBN 978-617-679-750-0.

## Про Гемінґвея
- Ернест Гемінґвей. Артефакти з життя / Майкл Катакіс; Переклад: Клочко Роман. — Львів : Видавництво Старого Лева, 2018. — 240 с. ISBN 978-617-679-557-3
- Гемінґвей. / Дірборн, Мері; пер. Геннадій Шпак. — К.: Наш Формат, 2018. — 640 с.
- Паризька дружина / Пола Маклейн; Переклад: Вікирчак Ірина. — Чернівці : Видавництво «Книги — XXI», 2019. — 416 с. ISBN 978-617-614-250-8